# Jarzé Villages
Jarzé Villages is een gemeente in het Franse departement Maine-et-Loire (regio Pays de la Loire). De plaats maakt deel uit van het arrondissement Angers. Jarzé Villages is op 1 januari 2016 ontstaan door de fusie van de gemeenten Beauvau, Chaumont-d'Anjou, Jarzé en Lué-en-Baugeois. De gemeente telde 2.792 inwoners op 1 januari 2022.

## Geografie
De oppervlakte van Jarzé Villages bedroeg op 1 januari 2022 60,5 vierkante kilometer; de bevolkingsdichtheid was toen 46,1 inwoners per km².

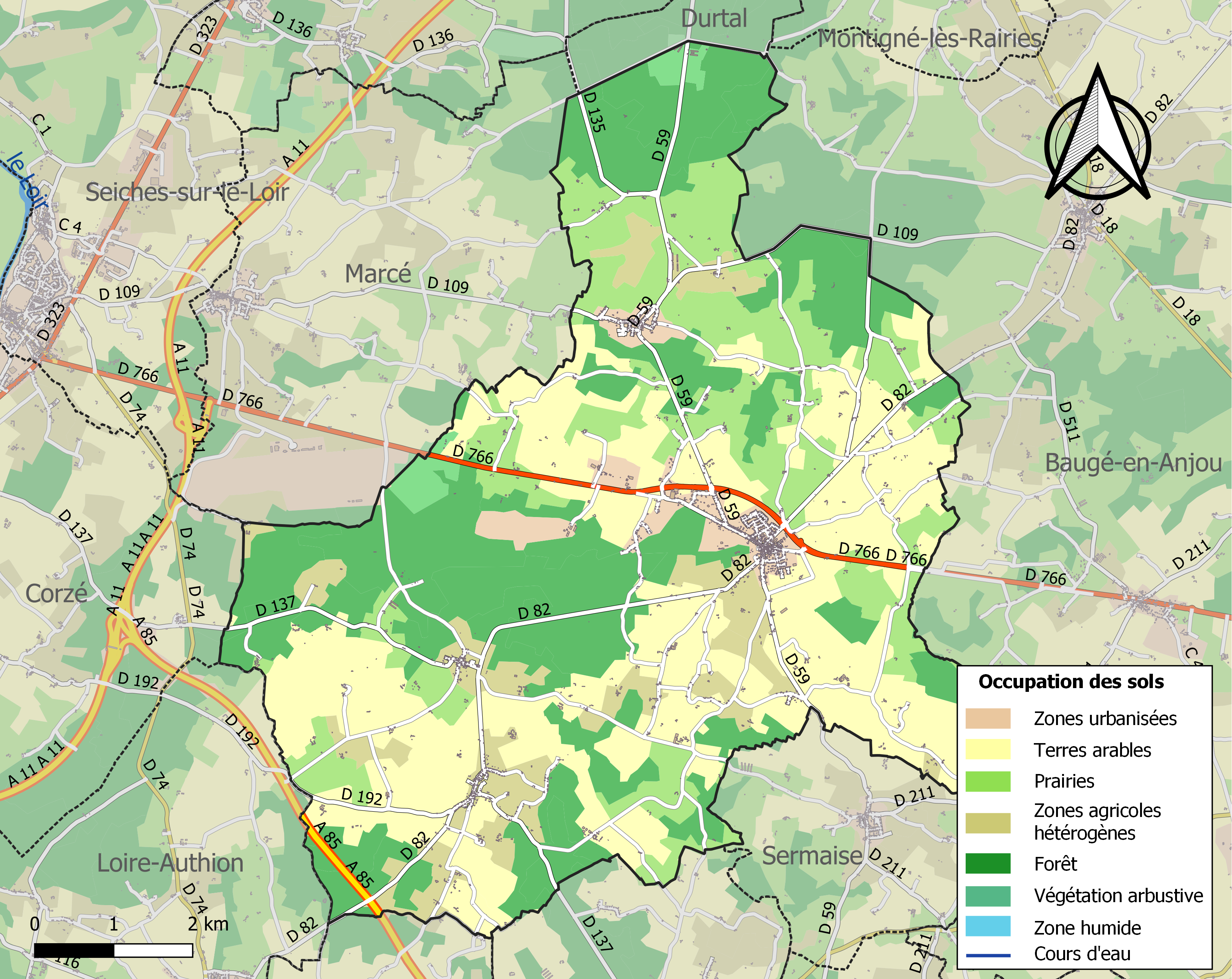
Kaart van de gemeente met de belangrijkste infrastructuur, bodemgebruik en omliggende gemeenten